# 精子囊腫
精子囊肿，或稱精液囊腫、附睪囊腫，是睪丸網或附睪頭部發生的一種潴留性囊肿，囊腫內含有精子。這種現象一般出現在青少年身上，一般是無痛的，也沒有很大的危險性。而特大的精子囊腫則可能會帶來疼痛，此時則需要醫療救助。